# Chondrostegoides capensis
Chondrostegoides capensis är en fjärilsart som beskrevs av Aurivillius 1905. Chondrostegoides capensis ingår i släktet Chondrostegoides och familjen ädelspinnare. Inga underarter finns listade i Catalogue of Life.